# Entropie de l'eau
 (septembre 2006).
La forme ressemble trop à un extrait de cours et nécessite une réécriture afin de correspondre aux standards de Wikipédia.
 (octobre 2017).
Si vous disposez d'ouvrages ou d'articles de référence ou si vous connaissez des sites web de qualité traitant du thème abordé ici, merci de compléter l'article en donnant les références utiles à sa vérifiabilité et en les liant à la section « Notes et références ».
L'entropie de l'eau est un cas particulier d'entropie du fait de la structure moléculaire de l'eau. 

## Description
Dans une molécule d'eau l'atome d'oxygène ayant deux doublets non liants, deux liaisons hydrogène sont possibles ce qui fait de l'eau liquide un système très fortement associé.
La distance entre molécules d'eau liquide est plus importante entre −22 °C (eau surfondue extrême) et 4 °C, et c'est seulement à partir de 4 °C que, l'eau ayant dissocié une part de ses liaisons hydrogène, l'élévation de température à pression constante provoque une dilatation ordinaire suffisante pour compenser le relatif effondrement de l'association moléculaire. Le coefficient {\displaystyle \alpha } de dilatation de l'eau est donc négatif pour T < 3,85 °C et positif au-delà (à la pression atmosphérique).
Du fait de la relation de Clapeyron, la variation de l'entropie à température constante est :
{\displaystyle \mathrm {d} S=-{1 \over T}V\alpha T\mathrm {d} P}.
Ce qui est contraire à l'intuition commune est[pas clair] : Comme on confine le système par l'augmentation de pression, ce confinement réduit le "Possible" dans l'espace de phase des états de translation, donc son logarithme (rappel S = log (Possible) ) ; donc on doit réduire S par augmentation de pression, or ici le contraire se produit pour t < 4 °C.
La raison est que l'ordre dû aux liaisons hydrogène maintient un volume plus grand à cause de l'association en quasi-ligne-droite de la liaison hydrogène H---O-H ; l'augmentation de pression casse ces liaisons en lignes droites et donc le désordre, ou plutôt le augmente le champ du « Possible ». 
Ainsi, conformément à la « relation de Clapeyron » {\displaystyle \left({\frac {\partial S}{\partial p}}\right)_{V}=\left({\frac {\partial V}{\partial T}}\right)_{p}} , la compréhension qualitative simultanée de ces deux anomalies est bien due à une seule et même cause : la "friabilité" des liaisons hydrogène. Ce que vient dire la formule de Clapeyron est : cette simultanéité est quantifiable exactement.